# Kielmeyera rugosa
Kielmeyera rugosa är en tvåhjärtbladig växtart som beskrevs av Jacques Denys Denis Choisy. Kielmeyera rugosa ingår i släktet Kielmeyera och familjen Calophyllaceae. Inga underarter finns listade i Catalogue of Life.